# Ливен, Павел Иванович
Светлейший князь Павел Иванович (Пауль Герман) Ливен (нем. Paul Hermann Fürst von Lieven; 21 января [2 февраля] 1821, Кремон, Рижский уезд, Лифляндская губерния — 26 июня [8 июля] 1881 (по другим данным 19 (31) июля 1881), Теплице, Богемия) — российский государственный деятель, единственный в истории обладатель придворного звания «в должности обер-церемониймейстера» (1866), обер-церемониймейстер и тайный советник (1870). Попечитель Санкт-Петербургского учебного округа (1866—1876).

## Биография
Родился в семье основателя младшей линии рода светлейших князей Ливен — генерал-лейтенанта, светлейшего князя И. А. Ливена (1775—1848) и Марии Романовны фон Анреп (1797—1839), дочери генерал-лейтенанта Р. К. Анрепа.
С 1840 года после окончания Дерптского университета, путешествовал по России.
В службе и офицерском чине с 1847 года. В 1848 году произведён в камер-юнкеры, служил при Втором отделении Собственной Его Величества канцелярии. С 1853 года с началом Крымской войны ушёл в народное ополчение, в 1855 году получил чин —капитана, с 1856 года — майор лейб-гвардии Стрелкового императорской фамилии батальона. 27 декабря 1857 года был произведён в подполковники со старшинством с 30 августа 1857 года, впоследствии был уволен в бессрочный отпуск. 6 ноября 1861 года был уволен от службы «для определения к статским делам» с награждением чином статского советника.
С 1861 по 1862 годы в период Крестьянской реформы избирался гольдингенским уездным предворителем дворянства. В 1862 году был произведён в камергеры и избран предводителем дворянства Лифляндской губернии, участник проведения аграрных реформ. В 1865 году был произведён в действительные статские советники. В 1866 году был назначен попечителем Санкт-Петербургского учебного округа и удостоен придворного звания «в должности обер-церемониймейстера».
С 1870 года тайный советник, обер-церемониймейстер и вице-президент Капитула императорских и царских орденов. По состоянию на 1880 год также являлся управляющим Экспедицией церемониальных дел Министерства императорского двора.
Владел имениями в Ярославской, Лифляндской, Курляндской и Нижегородской губерниях.
П. И. Ливен скончался в городе Теплице в Богемии (входившей тогда в состав Австро-Венгрии). Он умер вскоре после убийства императора Александра II; как считала его дочь, «по всей вероятности [это произошло] вследствие потрясения от этого покушения и страшной смерти любимого монарха». Похоронен в имении Межотне в Курляндской губернии, вблизи Митавы.

## Награды
- Орден Святой Анны 3-й степени (1851)
- Орден Святого Станислава 1-й степени (1868)
- Орден Святой Анны 1-й степени (1873)
- Орден Святого Владимира 2-й степени (1874)
- Орден Белого орла (1876)
- Орден Святого Александра Невского (1880)

### Иностранные награды
- датский Орден Данеброг 1-й степени (1866)
- греческий Орден Спасителя (1867)
- турецкий Орден Меджидие 1-й степени (1871)
- прусский Орден Красного орла 1-й степени (1873)
- персидский Орден Льва и Солнца 1-й степени (1873)
- австрийский Орден Железной короны 1-й степени (1874)
- мекленбург-шверинский Орден Вендской Короны 1-й степени (1874)
- нидерландский Орден Дубовой короны (1874)

## Семья
Супруга — графиня Наталия Фёдоровна фон-дер-Пален (1842—1920), фрейлина двора, дочь действительного тайного советника, графа Ф. П. Палена, внучка графа П. А. Палена и графа Г. И. Чернышёва. Дети:
- Анатолий (1872—1937), полковник, герой Первой мировой войны[3].
- Павел (1875—1963)
- Мария (1877—1907)
- Александра[15] (1879—1974), в 1924 году в Париже вышла замуж за сэра Джона Кинэстон Стадди[англ.], британского игрока в крикет.
- Софья (1880—1964), религиозный деятель, публицист.

## Комментарии
1. ↑  Награждение чином статского советника в данном случае являлось проявлением особого высочайшего расположения, поскольку представляло собой перемещение вне правил из 7-го класса Табели о рангах, в котором состоял чин подполковника, сразу в 5-й класс, в котором состоял чин статского советника, минуя чин коллежского советника, состоящий в 6-м классе.